# Aphelandra gigantea
Aphelandra gigantea är en akantusväxtart som först beskrevs av Carlos Toledo Rizzini, och fick sitt nu gällande namn av Profice. Aphelandra gigantea ingår i släktet Aphelandra och familjen akantusväxter. Inga underarter finns listade i Catalogue of Life.